# Stockholms Musikgymnasiums Kammarkör
Stockholms Musikgymnasiums Kammarkör är en kammarkör bestående av runt 30-40 elever ur Stockholms Musikgymnasium som huserar i Kungsholmens Gymnasium. Man strävar efter att ha en jämn fördelning mellan elever från de olika årskurserna för att hindra att körens kvalitet varierar beroende på huruvida elever ur årskurs ett, två eller tre dominerar. Av sångpraktisk anledning eftersträvas även en jämn fördelning mellan stämmorna.
Kören grundas 1989 av Gary Graden som då var lärare på Stockholms Musikgymnasium. 
Kören leddes mellan hösten 2002 och våren 2023 av Helene Stureborg, och sedan våren 2023 av Sofia Ågren.
Kören har genom åren gett konserter i många olika delar av världen. Däribland kan nämnas körtävlingar i Tours  och Cork samt körfestivaler i Usedom och Basel. 
Kören har genom åren släppt tre skivor. Den första "God Jul" släpptes 2005, sedan "Ave Maria" som släpptes i december 2010. Den senaste skivan, "Awake, O North Wind" gavs ut år 2017. 